# Golden’s Bridge
Golden’s Bridge – miejscowość i census-designated place w Stanach Zjednoczonych, w stanie Nowy Jork, w hrabstwie Westchester. Zamieszkana przez 1628 osób.

## Nazwa
United States Geological Survey podaje formę Golden’s Bridge jako jedyną dla CDP, natomiast główna nazwa dla miejscowości to Goldens Bridge, z wariantowymi nazwami Golden’s Bridge, Goldensbridge, Goldenbridge i Golding's Bridge.
Nazwa pochodzi od przeprawy przez rzekę Croton, po raz pierwszy wybudowanej w 1750 roku. Most był wielokrotnie niszczony przez powodzie i odbudowywany. Oryginalna lokalizacja mostu jest obecnie zalana przez wody utworzonego na początku XX wieku zbiornika New Croton Reservoir.

## Transport
W miejscowości znajduje się stacja kolejowa Goldens Bridge na linii Harlem, obsługiwanej przez Metro-North Railroad. Przez wieś przebiega również autostrada międzystanowa I-684.